# روبرت أندرسون (لاعب كرة يد)
روبرت أندرسون (بالسويدية: Robert Andersson)‏ (24 نوفمبر 1969 في السويد - ) هو لاعب كرة يد السويد في مركز ظهير ‏. شارك في الألعاب الأولمبية الصيفية 1992 والألعاب الأولمبية الصيفية 1996. ولعب مع HSG Nordhorn-Lingen ‏.

## وصلات خارجية
- روبرت أندرسون على موقع الاتحاد الأوروبي لكرة اليد (الإنجليزية)
- روبرت أندرسون على موقع أوليمبيديا (الإنجليزية)
- روبرت أندرسون على موقع اللجنة الأولمبية السويدية (السويدية)